# کیلبرن، داربی‌شر
کیلبرن (به انگلیسی: Kilburn) یک روستا و محله مدنی در بریتانیا است که در دره امبر واقع شده‌است. کیلبرن ۳٬۶۱۸ نفر جمعیت دارد.